# バコン
バコン（Bakong、クメール語: ប្រាសាទបាគង）は、カンボジアにおける現代のシェムリアップに近いアンコールにおいて、クメール王朝の統治者によって構築された砂岩の山岳型寺院（英: temple mountain）である。9世紀末の十数年間、今日、ロリュオスと呼ばれている地域に位置した古代の都ハリハラーラヤにおいて、王インドラヴァルマン1世（在位877-889年）の国家寺院としての役割を果たした。

## 歴史
西暦802年、アンコール朝の初代の王ジャヤーヴァルマン2世が、カンボジアの主権を宣言した。曲折の後、ジャヤーヴァルマン2世はハリハラーラヤにおいて彼の都城（首都）を制定した。数十年後、王の後継者は、アンコールにおける砂岩の最初の山岳型寺院として、バコン寺院を段階的に構築した。石碑（分類 K.826）の碑文は、881年、王インドラヴァルマン1世がシヴァ神に寺院を捧げ、その中心に宗教的象徴であるリンガとして、その名前を王 (Indravarman) 自身と、シヴァ神 ("Iśvara") を表す接尾辞 "-esvara" の組み合わせであるインドレシュヴァラ神 (Sri Indresvara) を奉献したと述べている。ジョルジュ・セデスによると、デヴァラージャ（devarāja、神王）崇拝は、王権の正当性として神による王政という構想より成立したとするが、後の著者は、それは必ずしも統治者自体の物理的な人物の崇拝を伴わないと述べている。
バコンは、わずか数年間、アンコールの国家寺院としての地位を享受したが、12世紀中頃ないし13世紀の後の造築は、それが放棄されなかったことを証明している。9世紀末にかけて、インドラヴァルマンの息子かつ後継者のヤショーヴァルマン1世は、ハリハラーラヤから、現在アンコールとして知られるシェムリアップの北部地域に都城を移し、ここで彼はバケンと呼ばれる新しい山岳型寺院を中心に新都ヤショーダラプラを建てた。

## 構成

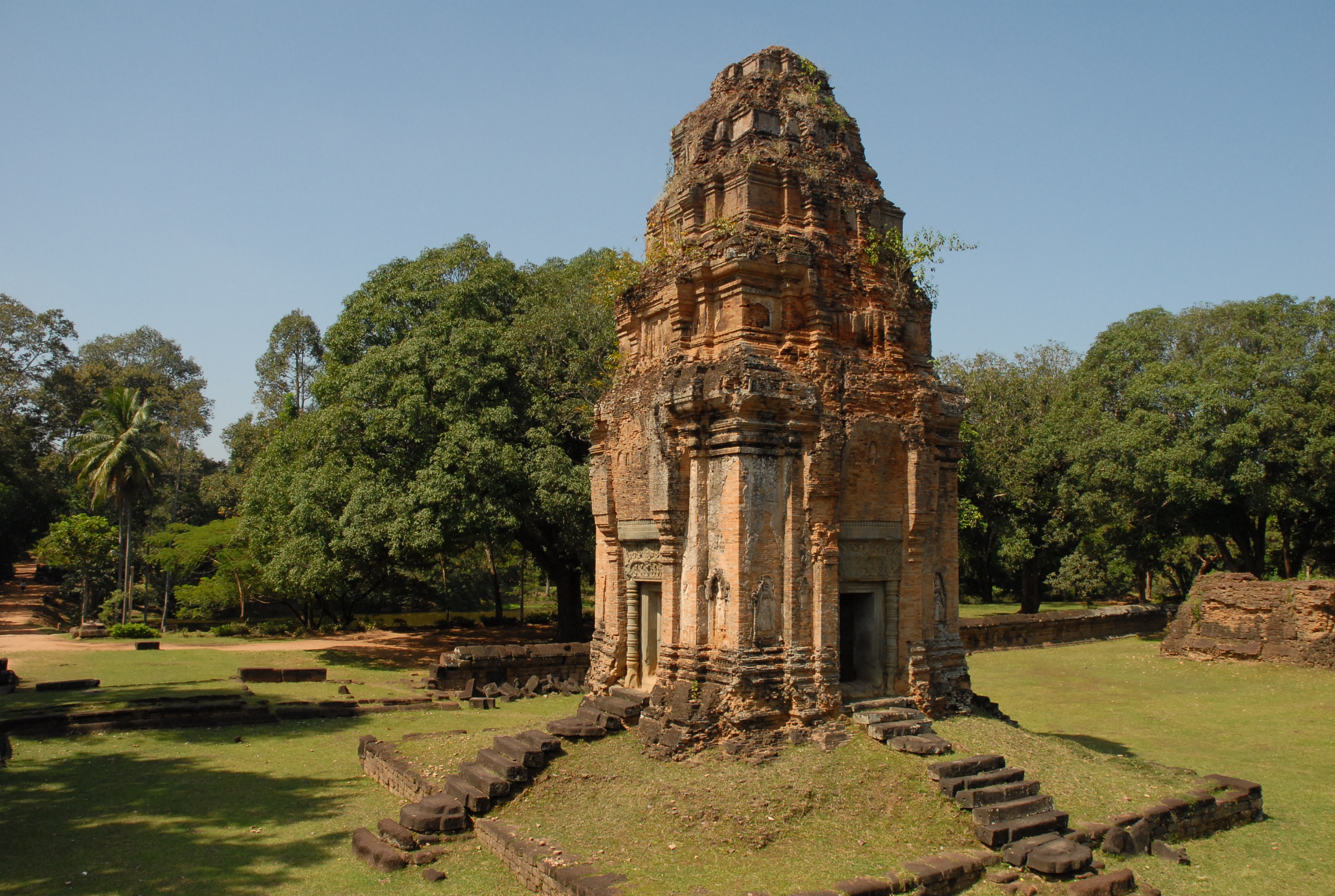
中央のピラミッド型基壇を囲む煉瓦の塔は、ハリハラーラヤの他の寺院、プリア・コーやロレイに似る。

バコンの寺域は、東西900メートル、南北700メートルであり、2つの環濠と、東から西へ向かう主軸に区切られた3つの同心の周壁（英: enclosure）より構成される。外周壁は、壁も塔門（ゴープラム）もなくなっており、その境界は今日、外側の濠が部分的に見られるのみである。国道6号 (NH6) から現行の接続する道路は、第2周壁の端につながる。内濠が区域を画し、その内側の縁に、東西350メートル、南北320メートルのラテライトの周壁の跡と4つの十字形の塔門、それに広い土手道が交差して、その両脇にはナーガの欄干（英: nāga bridge）の原型のような7つの頭を持つナーガが並んでいる。2つの濠の間には、26基の付随する煉瓦の小祠堂の遺跡がある。
最も内側の周壁は、160メートル×120メートルのラテライトの壁で囲まれ、中央に寺院ピラミッドがあって、シヴァ神に捧げられた東向きの8基の煉瓦の塔の祠堂が、各面に2基ずつその周りにある。それら煉瓦の祠堂の扉口の枠や柱、偽扉は砂岩で造られ、まぐさ（リンテル）には精巧な浮彫りが見られる。また、ドヴァーラパーラ（門衛神）やデヴァター（女神）の塑像が側面にある。その他いくつものより小さい構造物もまた周壁内に配置されている。東塔門のすぐ外側には、現代の仏教寺院がある。

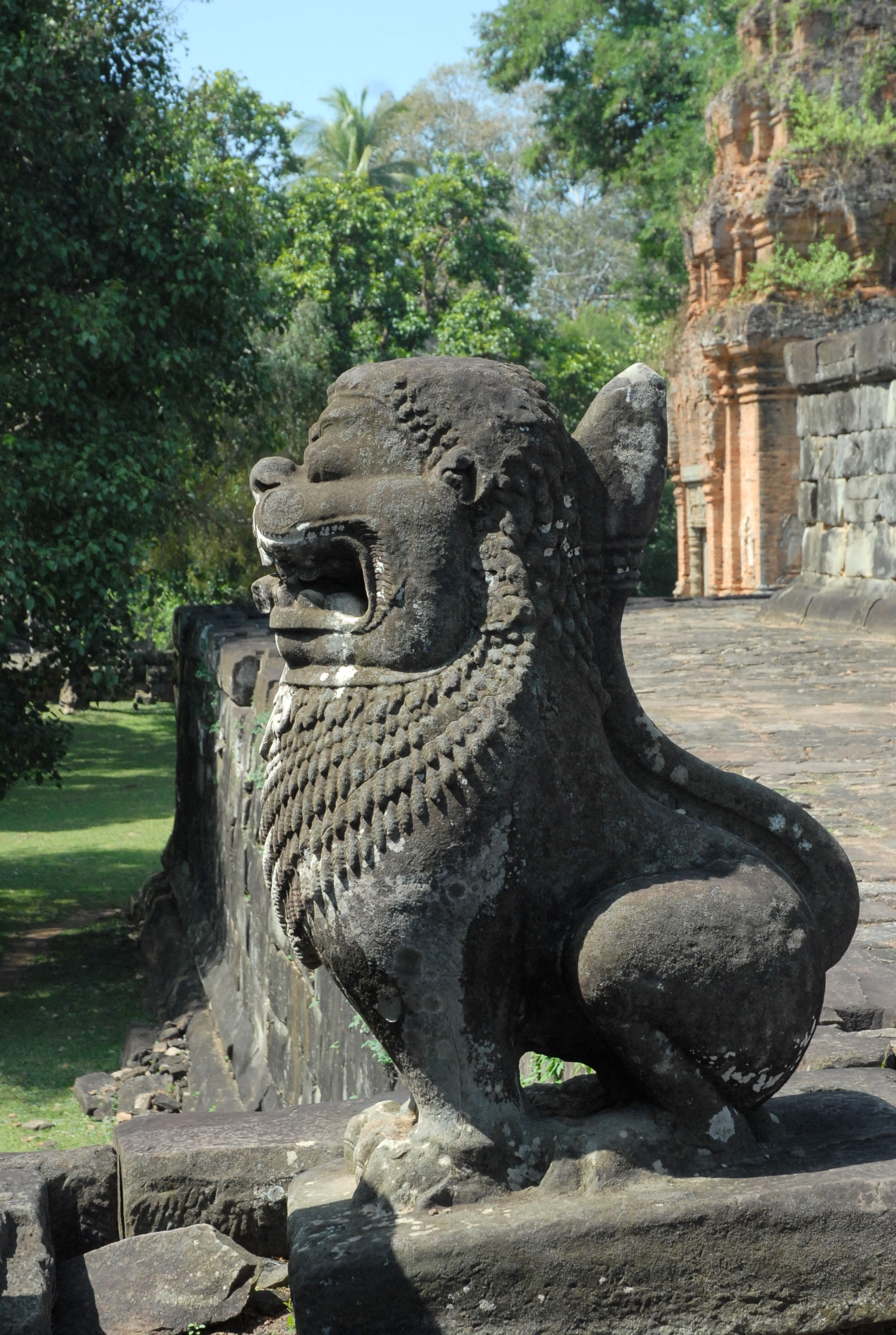
シンハの像が、中央ピラミッドの石段にあり各基壇を守る。

ピラミッド型の基壇は5層からなり、その第1層の基壇は65メートル×67メートルである。その中央部は1936年から1943年に、フランスのモーリス・グレーズによって、アナスティローズの技法により再建された。頂上部にはかなり後に再建された塔が唯一1基あり、その様式はハリハラーラヤの9世紀に拠るものでなく、12世紀の寺院都市のアンコール・ワット様式のものである。その下層の第4基壇には12の小祠堂が囲むように立つ。
かつてピラミッドの基壇は、漆喰（スタッコ）の淺浮彫り彫刻に覆われていたが、今日はその断片のみが残る。その戦いのアスラ（阿修羅）と思われる劇的な一場面は、彫刻の質の高さを認識させるものである。ゾウの巨石像がピラミッドの第3基壇より下層の角に守護として配置されている。また、ライオン（シンハ）の像が、各基壇の階段を守っている。
バコンの構造は、一般に初期クメール寺院建築の山岳型寺院とされ、階段ピラミッドの形態を持つ。このバコン寺院と、ジャワ島のボロブドゥール寺院の顕著な類似性は、構造上の部分、例えば上の基壇への入口や階段などにおいて、ボロブドゥールがバコンの手本となったことを強く示唆しているともされる。その場合、クメール王国とジャワのシャイレーンドラ朝の間に、使節団でなくとも、人的交流がなければならない。それは単に発想だけでなく、持送り構造の手法のうちアーチ型入口など、ボロブドゥールの技術や建築設計もまたカンボジアへと伝わっている。